# Vows
Vows (с англ. — «Обещания. Клятвы») — дебютный студийный альбом новозеландской певицы Кимбры, вышедший 29 августа 2011 года на лейбле Warner Bros. Records
Альбом был записан в период с 2008 по 2011 год и выпущен 29 августа 2011 года в Новой Зеландии и 2 сентября в Австралии компанией Warner Bros. Records. Vows породил 3 сингла, попавших в чарты: «Settle Down», «Cameo Lover» и «Good Intent».
В первую неделю после выхода Vows занял третье место в чарте альбомов RIANZ Albums Chart, а песня «Settle Down» вновь вошла в чарт синглов под номером 37. В Австралии альбом дебютировал под пятым номером в чарте альбомов ARIA Albums Chart, а затем достиг четвёртого места. Vows был сертифицирован как платиновый в Австралии за продажу 70 000 единиц и платиновый в Новой Зеландии за продажу 15 000 единиц.
Две награды New Zealand Music Awards были получена в категориях «Альбом года» и «Лучший поп-альбом» от Recorded Music NZ. На церемонии J Awards of 2011 года альбом был номинирован на звание «Австралийский альбом года».
4 мая 2012 года альбом был переиздан с шестью новыми песнями, новым сведением и мастерингом Колина Леонарда в Атланте, США. В Австралии он был выпущен под названием Vows: Australian Tour Edition, приуроченное к её зимнему туру 2012 года, и включало 6 ранее не издававшихся песен. Это издание альбома было выпущено в Новой Зеландии 11 мая 2012 года как Vows: Deluxe Edition. 22 мая 2012 года Vows был выпущен на североамериканском рынке и дебютировал на 14 месте в Billboard 200. Оформление альбома, включая боди-арт и иллюстрации, было создано Рисом Митчеллом и Рафаэлем Риццо.

## История
Кимбра была «обнаружена» её будущим менеджером Марком Ричардсоном в возрасте 17 лет. Вскоре после того, как Марк открыл её, она переехала в Мельбурн, Австралия, чтобы следовать своему пути в музыкальной индустрии, и подписала контракт с Forum 5. Кимбра приступила к записи и написанию альбома в 2008 году. Лид-сингл альбома «Settle Down» стал самой ранней песней, которую она написала, когда ей было шестнадцать лет. Кимбра записывала альбом у себя дома и в других различных студиях по всей Австралии. Песни альбома посвящены темам любви, потери, романтики и желания.

## Композиция
В музыкальном плане Кимбра находилась под сильным влиянием Бьорк, The Mars Volta, Джеффа Бакли, Руфуса Уэйнрайта и других исполнителей во время создания Vows. Она хотела, чтобы альбом имел общее джазовое звучание, пытаясь таким образом сделать запись, которая раздвигает границы, но при этом считается «поп-музыкой». Вдохновением для трека «Plain Gold Ring» послужила Нина Симон. Кимбра не раз говорила, что выбирала синглы для этого альбома, визуализируя клипы на каждую из песен, и выбрала шесть лучших идей. Жанры альбома включают в себя инди-поп, соул, джаз и арт-поп. Кимбра привела следующую цитату в качестве резюме концепции и общего настроения альбома: «Клятвы многое говорят о том, кто ты есть, и ещё больше, когда мы решаем их нарушить».

## Отзывы
| Совокупная оценка      | Совокупная оценка |
| Источник               | Оценка            |
| ---------------------- | ----------------- |
| Metacritic             | 72/100            |
| Оценки критиков        |                   |
| Источник               | Оценка            |
| AllMusic               | [ 10 ]            |
| Entertainment Weekly   | A                 |
| The Guardian           | [ 12 ]            |
| Herald Sun             | [ 13 ]            |
| The Music Network      | (favourable)      |
| The New Zealand Herald | [ 15 ]            |
| Paste                  | 7/10              |
| PopMatters             | 7/10              |
| Rolling Stone          | [ 18 ]            |
| Slant Magazine         | [ 19 ]            |

Vows был положительно встречен музыкальными критиками. AllMusic присвоил альбому 3,5/5 звёзд. Альбом получил нормализованный балл 72 из 100 на Metacritic, основанный на отзывах 16 избранных мейнстрим-критиков. Лидия Дженкин из журнала Time Out газеты The New Zealand Herald поставила Vows 4/5 звёзд, похвалив «захватывающие вокальные эксперименты Кимбры в этом красочном дебюте с впечатляющим диапазоном». Джоди Розен из Rolling Stone дала положительную рецензию на альбом, сравнив материал с Бьорк.

### Награды и номинации
Альбом был удостоен награды ARIA Music Awards от Австралийской ассоциации звукозаписывающих компаний (ARIA).
| Год  | Номинируемая работа | Категория          | Результат |
| ---- | ------------------- | ------------------ | --------- |
| 2012 | «Vows» — Kimbra     | Best Female Artist | Победа    |
| 2012 | «Vows» — Kimbra     | Best Pop Release   | Номинация |

Две награды New Zealand Music Awards были получена в категориях «Альбом года» и «Лучший поп-альбом» от Recorded Music NZ.
| Год  | Номинируемая работа | Категория          | Результат |
| ---- | ------------------- | ------------------ | --------- |
| 2012 | Vows                | Album of the Year  | Победа    |
| 2012 | Vows                | Best Pop Album     | Победа    |
| 2012 | «Warrior»           | Single of the Year | Номинация |

## Список композиций
Продюсеры
| №                   | Название                                               | Автор(ы)                      | Продюсеры              | Длительность |
| ------------------- | ------------------------------------------------------ | ----------------------------- | ---------------------- | ------------ |
| 1.                  | «Settle Down»                                          | Kimbra Johnson François Tétaz | Tétaz M-Phazes [a]     | 4:17         |
| 2.                  | «Cameo Lover»                                          | Johnson                       | Johnson M-Phazes       | 4:02         |
| 3.                  | «Two Way Street»                                       | Johnson Tétaz                 | Johnson Tétaz          | 4:28         |
| 4.                  | «Old Flame»                                            | Johnson Tétaz                 | Johnson Tétaz          | 4:27         |
| 5.                  | «Good Intent»                                          | Johnson Tétaz                 | Tétaz                  | 3:32         |
| 6.                  | «Plain Gold Ring»                                      | George Stone                  | Tétaz                  | 4:02         |
| 7.                  | «Call Me»                                              | Johnson Mark Landon           | M-Phazes               | 4:32         |
| 8.                  | «Limbo»                                                | Johnson                       | Johnson Michael Tayler | 3:51         |
| 9.                  | «Wandering Limbs» (featuring Sam Lawrence)             | Johnson                       | Johnson Tayler         | 5:26         |
| 10.                 | «Withdraw»                                             | Johnson                       | Johnson                | 4:06         |
| 11.                 | «The Build Up»                                         | Johnson Tétaz                 | Tétaz                  | 5:02         |
| 12.                 | «Somebody Please» (hidden track after 1:00 of silence) |                               |                        | 2:20         |
| Общая длительность: | Общая длительность:                                    | Общая длительность:           | Общая длительность:    | 50:09        |

| №  | Название          | Длительность |
| -- | ----------------- | ------------ |
| 1. | «Good Intent»     | 3:43         |
| 2. | «Settle Down»     | 4:27         |
| 3. | «Two Way Street»  | 4:48         |
| 4. | «Plain Gold Ring» | 4:32         |
| 5. | «Cameo Lover»     | 4:59         |

| №                   | Название                                       | Автор(ы)                                         | Продюсеры           | Длительность |
| ------------------- | ---------------------------------------------- | ------------------------------------------------ | ------------------- | ------------ |
| 1.                  | «Come into My Head»                            | Johnson Keith Ciancia Sonny J Mason              | Keefus Green        | 4:39         |
| 2.                  | «Something in the Way You Are»                 | Johnson Ciancia Mike Elizondo                    | Elizondo            | 4:23         |
| 3.                  | «Sally I Can See You»                          | Johnson Greg Kurstin                             | Kurstin             | 3:58         |
| 4.                  | «Posse»                                        | Johnson Kurstin                                  | Kurstin             | 5:07         |
| 5.                  | «Home»                                         | Johnson Brian Jacobs David Tobias                | Green               | 3:04         |
| 6.                  | «Warrior» (при участии Mark Foster and A-Trak) | Johnson Mark Foster Alain Macklovitch Isom Innis | Foster A-Trak Innis | 4:16         |
| Общая длительность: | Общая длительность:                            | Общая длительность:                              | Общая длительность: | 25:27        |

| №                   | Название                                     | Автор(ы)                                         | Продюсеры           | Длительность |
| ------------------- | -------------------------------------------- | ------------------------------------------------ | ------------------- | ------------ |
| 1.                  | «Settle Down»                                | Kimbra Johnson François Tétaz                    | Tétaz M-Phazes [a]  | 4:02         |
| 2.                  | «Something in the Way You Are»               | Johnson Ciancia Mike Elizondo                    | Elizondo            | 4:23         |
| 3.                  | «Cameo Lover»                                | Johnson                                          | Johnson M-Phazes    | 4:03         |
| 4.                  | «Two Way Street»                             | Johnson Tétaz                                    | Johnson Tétaz       | 4:20         |
| 5.                  | «Old Flame»                                  | Johnson Tétaz                                    | Johnson Tétaz       | 4:30         |
| 6.                  | «Good Intent»                                | Johnson Tétaz                                    | Tétaz               | 3:32         |
| 7.                  | «Plain Gold Ring» (live)                     | George Stone                                     | Johnson             | 4:32         |
| 8.                  | «Come into My Head»                          | Johnson Keith Ciancia Sonny J Mason              | Keefus Green        | 4:39         |
| 9.                  | «Sally I Can See You»                        | Johnson Greg Kurstin                             | Kurstin             | 3:58         |
| 10.                 | «Posse»                                      | Johnson Kurstin                                  | Kurstin             | 5:07         |
| 11.                 | «Home»                                       | Johnson Brian Jacobs David Tobias                | Green               | 3:04         |
| 12.                 | «The Build Up»                               | Johnson Tétaz                                    | Tétaz               | 5:06         |
| 13.                 | «Warrior» (при участии Mark Foster и A-Trak) | Johnson Mark Foster Alain Macklovitch Isom Innis | Foster A-Trak Innis | 4:16         |
| Общая длительность: | Общая длительность:                          | Общая длительность:                              | Общая длительность: | 55:24        |

| №                   | Название                                                    | Автор(ы)            | Продюсеры              | Длительность |
| ------------------- | ----------------------------------------------------------- | ------------------- | ---------------------- | ------------ |
| 14.                 | «Wandering Limbs» (при участии Sam Lawrence) (скрытый трек) | Johnson             | Johnson Michael Tayler | 5:26         |
| Общая длительность: | Общая длительность:                                         | Общая длительность: | Общая длительность:    | 60:50        |

| №   | Название          | Автор(ы)            | Продюсеры              | Длительность |
| --- | ----------------- | ------------------- | ---------------------- | ------------ |
| 14. | «Call Me»         | Johnson Mark Landon | M-Phazes               | 5:26         |
| 15. | «Plain Gold Ring» | Stone               | Tétaz                  | 5:26         |
| 16. | «Limbo»           | Johnson             | Johnson Michael Tayler | 5:26         |

| №                   | Название            | Remix                      | Длительность |
| ------------------- | ------------------- | -------------------------- | ------------ |
| 1.                  | «Two Way Street»    | Damian Taylor remix        | 6:12         |
| 2.                  | «Old Flame»         | Claude VonStroke remix     | 4:07         |
| 3.                  | «Come into My Head» | M-Phazes remix             | 4:53         |
| 4.                  | «Posse»             | Brass Knuckles remix       | 4:34         |
| 5.                  | «Settle Down»       | Justin Warfield remix      | 4:44         |
| 6.                  | «Plain Gold Ring»   | Blue Sky Black Death remix | 4:28         |
| 7.                  | «Warrior»           | Moonlight Matters remix    | 6:43         |
| Общая длительность: | Общая длительность: | Общая длительность:        | 35:41        |

Замечание
- ↑  дополнительный продюсер

## Чарты

### Еженедельные чарты
| Чарт (2011—2012)                                   | Высшая позиция |
| -------------------------------------------------- | -------------- |
| Австралия (ARIA)                                   | 4              |
| Бельгия Belgian Albums Chart (Flanders)            | 135            |
| Бельгия Belgian Albums Chart (Wallonia)            | 186            |
| Канада Canadian Albums Chart                       | 24             |
| Нидерланды Dutch Albums Chart                      | 95             |
| Новая Зеландия New Zealand Albums Chart            | 3              |
| Новая Зеландия New Zealand NZ Artists Albums Chart | 1              |
| Польша Polish Albums Chart                         | 23             |
| США Billboard 200                                  | 14             |

## Сертификации
| Регион                                                      | Сертификация | Продажи |
| ----------------------------------------------------------- | ------------ | ------- |
| Австралия (ARIA)                                            | Платиновый   | 70 000^ |
| Новая Зеландия (RMNZ)                                       | Платиновый   | 15 000^ |
| ^ Данные о тиражах приведены только на основе сертификации. |              |         |